# أمبير-ساعة
أمبير-ساعة (أ-س) (بالإنجليزية: ampere-hour أو amp-hour)‏ هي وحدة لقياس سعة الشحن الكهربائي، وقد تُسبق أو تُلحق بوحدات فرعية مثل مللي أمبير-ساعة (م.أ-س) أو مللي أمبير-ثانية (م.أ-ث).
أمبير واحد-ساعة يساوي 3600 كولوم.
تُستخدم وحدة الأمبير.ساعة بكثرة في قياس الأنظمة الكهروكيميائية مثل الطلاء الكهربائي والبطاريات الكهربائية.

## التعريف
أمبير ساعة هي كمية الشحنة التي تتدفق عبر موصل في ساعة واحدة عندما يكون التيار الكهربائي ثابتًا 1 A (أمبير). غالبًا ما يستخدم للإشارة إلى الشحنة المتاحة لـ المركم أو البطاريات بالساعات الأمبير Ah.
أمبير ساعة هي مضاعف أمبير ثانية As ، والتي تتوافق مع وحدة كولوم :
{\displaystyle \mathrm {1\,Ah=3600\;As=3600\;C} }

## تطبيق للمراكم
غالبًا ما يشار إلى سعة تخزين الشحنة للمراكم في ساعات الأمبير (Ah) على أنها سعتها. ومع ذلك ، لا علاقة له بالقدرة الكهربائية (الفاراد) أو القدرة (بالواط). فهي ترتبط بشكل غير مباشر فقط بسعة تخزين الطاقة (kWh) (انظر أدناه).
ينتج فقط ناتج الشحنة الاسمية مع الجهد الطرفي (أمبير ساعة مضروبًا في فولت) في سعة تخزين الطاقة للمجمع بالواط في الساعة (Wh). وبالتالي ، فإن الشحنة المقدرة ليست مقياسًا مباشرًا لكمية الطاقة مثل الجول (J) أو الواط بالثانية (Ws) أو الكيلووات في الساعة (kWh). ومع ذلك مع وجود جهد معين ، يمكن استخدامه لتقدير "وقت تشغيل المستهلك الكهربائي" وتقدير سعة الطاقة للمجمع. الفترة
t في هذه الحالة تتناسب مع الشحنة الاسمية:
{\displaystyle t={\frac {Q}{I}}}
حيث:
t: الوقت (الوحدة: ساعة).
Q: الشحنة (الوحدة: أمبير ساعة Ah).
I: تيار التفريغ (الوحدة: أمبير A).
ومع ذلك ، يمكن أن تنحرف القيم القصوى الفعلية عن معلومات الشركة المصنعة بسبب عوامل أخرى ، مثل العمر أو حالة البطارية أو درجة الحرارة المحيطة.
يجب على المرء أن يعرف الجهد الاسمي من أجل تقدير قدرة الطاقة ببساطة بضربها بالحمل الاسمي.
أمثلة:
مع بطارية سيارة 12 فولت ، فإن (ساعة .أمبير) واحدة تعني 12 (واط. ساعة) (Wh) ، أي 12 واط يمكن استدعاؤها لمدة ساعة واحدة ، بينما مع بطارية الهاتف الذكي فهي 3.8 فولت ، فإن هذا يعادل 3.8 واط فقط . وبطاقة بطارية AA 1.2 فولت تعادل 1.2 واط فقط.
- تبلغ سعة حجم AA خلية جافة حوالي 2000 إلى 3000 مللي أمبير ساعة.
- يبلغ متوسط سعة بطارية الهاتف الذكي في العادة ما بين 2500 و 4000 مللي أمبير ساعة من السعة الكهربائية.
- السيارات بطاريات السيارات تختلف في السعة ولكن السيارة الكبيرة التي يتم دفعها بواسطة محرك احتراق داخلي سيكون لها سعة بطارية تبلغ حوالي 50 أمبير في الساعة.
- نظرًا لأن ساعة أمبير واحدة يمكن أن تنتج 0.336 جرامًا من الألومنيوم من كلوريد الألومنيوم المصهور ، فإن إنتاج طن من الألومنيوم يتطلب نقل 2.98 مليون ساعة أمبير على الأقل.[3]

## غلفنة بالكهرباء
- (' 'الجلفنة بالكهرباء'  ') ، سماكة الطبقة يمكن التحكم فيها من 2.5 إلى 25 ميكرومتر.[4] غالبا تصل سمك الجلفنة 10 µm[5]

## اقرأ أيضا
- غلفنة